# Ezgi Dağdelenler
Ezgi Dağdelenler (ur. 3 listopada 1993 w Ankarze) – turecka siatkarka, grająca na pozycji przyjmującej. Od sezonu 2020/2021 występuje w drużynie Aydın Büyükşehir Belediyespor.

## Sukcesy klubowe
Mistrzostwo Turcji:
- 2018, 2019

## Sukcesy reprezentacyjne
Volley Masters Montreux:
- 2015
- 2016

Liga Europejska:
- 2015

Mistrzostwa Świata U-23:
- 2015